# 맨위갈비사이정맥
맨위갈비사이정맥(supreme intercostal vein, highest intercostal vein) 또는 최상늑간정맥(崔上肋間靜脈)은 첫째 갈비사이공간의 혈액을 운반하는 한 쌍의 정맥이다.
보통 팔머리정맥으로 합류한다. 위갈비사이정맥이나 척추정맥으로 들어가는 경우도 있다.

## 임상적 중요성
맨위갈비사이정맥에는 판막이 없으며, 이는 암이 이차로 전파될 때 중요한 사실이다.

## 추가 이미지

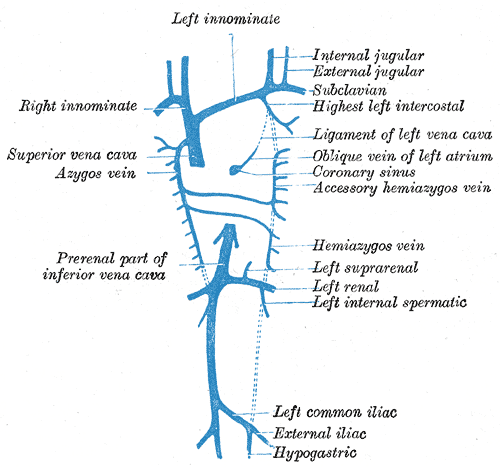
정맥의 모습

## 같이 보기
- 홀정맥